# Valença do Piauí (tiểu vùng)
Valença do Piauí là một tiểu vùng thuộc bang Piauí, Brasil. Tiều vùng này có diện tích 13424 km², dân số năm 2007 là 103179 người.